# William E. Crow
William Evans Crow, född 10 mars 1870 i Fayette County, Pennsylvania, död 2 augusti 1922 nära Uniontown, Pennsylvania, var en amerikansk republikansk politiker. Han representerade delstaten Pennsylvania i USA:s senat från 1921 till sin död.
Crow studerade vid Waynesburg College (numera Waynesburg University). Han studerade sedan juridik och inledde 1895 sin karriär som advokat i Uniontown.
Crow var senator i Pennsylvanias senat 1907-1921. Han valdes 1913 till ordförande för republikanerna i Pennsylvania.
Senator Philander C. Knox avled 1921 i ämbetet och Crow blev utnämnd till senaten. Han avled själv i ämbetet året därpå och efterträddes som senator av David A. Reed.
Crows grav finns på Uniontown Cemetery i Uniontown. Sonen William J. Crow var ledamot av USA:s representanthus 1947-1949.